# Boomslang (Album)
Boomslang ist ein Jazzalbum von Rich Halley. Die am 7. und 8. Dezember 2019 im Jackpot Recording Studio, Portland, Oregon, entstandenen Aufnahmen erschienen am 3. Dezember 2021 auf Pine Eagle Records. Die titelgebende Boomslang, Dispholidus typus, ist eine giftige Schlangenart, die im Afrika südlich der Sahara heimisch ist.

## Hintergrund
Halley nahm das Album im Kleingruppenformat auf, in dem er regelmäßig arbeitet, von Trio- bis zu Quintett-Besetzungen. Der Saxophonist wird auf Boomslang von seinen langjährigen Mitarbeitern, dem kanadischen Bassisten Clyde Reed und dem Schlagzeuger Carson Halley, sowie einem Neuling im Halley-Kosmos (zumindest in Bezug auf die Aufnahmen), dem Kornettisten Dan Clucas, unterstützt.

## Titelliste
- Rich Halley: Boomslang

1. Quintuplify 6:37
2. Corroboration 5:59
3. Northern Plains 6:34
4. The Drop Off 7:08
5. Situational 5:09
6. Dispholidus 11:59
7. The Lean 5:04
8. Intermittent 3:21
9. The Converse 7:24

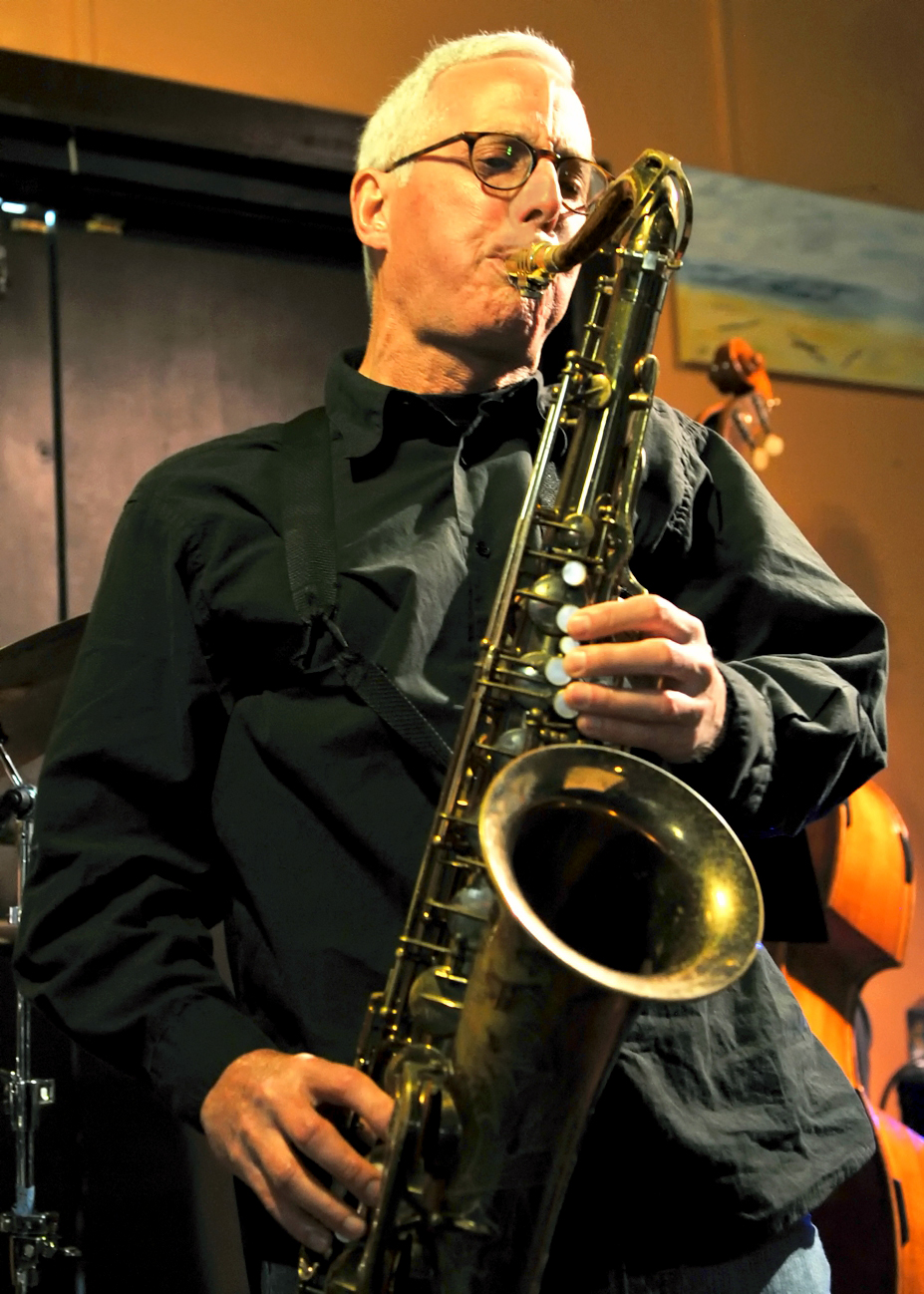
Rich Halley bei einem Auftritt beim The Flow Festival in Sacramento 2011

Die Kompositionen stammen von Rich Halley.

## Rezeption
Nach Ansicht von Dan McClenaghan, der das Album in All About Jazz rezensierte, blase Halley sein Saxophon wie eine Klapperschlange, wenn sie bedroht wird, sich selbst schützt und zu ihrer Verteidigung in eine temperamentvolle Offensive stürmt, mit Feuer und Wut und aufrichtiger Aufsässigkeit. Und zum großen Teil swinge Halley so mit seinem Instrument „voller Feuer, Wut und Gift – ein Klangtonikum der gesunden und mitreißenden Sorte in Halleys Fall.“ Der Sound, den Hall mit seiner Band erzeuge, erinnert den Autor an die Aufnahmen des Saxophonisten Ornette Coleman mit dem Trompeter Don Cherry, doch Halleys Gruppen würden ganz eigene Individualitäten ausbilden. Halley und Co. würden sich in tiefere Grooves und unaufhaltsamere Dynamiken eingraben.